# Musée BELvue
Pour les articles homonymes, voir Bellevue.
Le musée BELvue de Bruxelles est l'actuel musée de la Belgique et son histoire. Il est situé au sein de l'hôtel Belle-Vue, dans le prolongement du palais royal de Bruxelles, formant le coin entre la place des Palais et la place Royale.
L'hôtel et les collections qu'il abrite sont gérés par la Fondation Roi Baudouin.
C'est également par le musée BELvue que l'on a accès aux vestiges de l'ancien palais ducal du Coudenberg qui en occupait l'emplacement.

## L'hôtel Belle-Vue
En 1776, au moment de l’aménagement de la place Royale, plus de quarante ans après l'incendie qui a détruit le palais des ducs de Brabant, Philippe De Proft, négociant en vins fait construire, face au parc de Bruxelles, à l’angle de la  rue de Belle vue (future place des Palais) un hôtel de prestige destiné à accueillir une clientèle fortunée.
Parmi les premiers hôtes de marque de l'hôtel figurent des nobles français, dont le comte d’Artois (futur Charles X) et d'autres membres de la famille royale, en fuite après la révolution de 1789. En 1795, l’hôtel situé place Royale derrière le Belle-Vue est racheté et joint à l’ensemble.
La famille De Proft exploitera l’hôtel jusqu’en 1862. Vendu, il gardera sa fonction jusqu’en 1905. Au premières loges des combats de la révolution belge de 1830, il sera fortement endommagé, sa remise en état prendra plus d’un an. La liste des clients célèbres que l’hôtel a accueilli durant près de 130 ans est interminable, parmi eux : Honoré de Balzac,  Adolphe Thiers, Franz Liszt, le roi Édouard VII d'Angleterre, l'empereur Guillaume Ier d'Allemagne, l'empereur Alexandre II de Russie, l'impératrice Eugénie (épouse de Napoléon III), l'empereur du Brésil, les rois d'Italie Umberto Ier et Victor-Emmanuel III, les rois de Suède, d'Espagne, du Danemark, Ulysses Grant, James de Rothschild, Sarah Bernhardt, et bien d’autres.
En 1905, le roi Léopold II fait racheter le Belle-Vue pour le relier au palais dont il projette la transformation. Il envisage d’en faire la résidence de  sa fille cadette la princesse Clémentine. Un pavillon et une galerie sont construits entre le palais et l’ancien hôtel. Les chambres sont transformées en salons. On installe un escalier monumental, l’eau courante aux salles de bains et l’électricité. L’ensemble ne sera terminé qu’en 1909.
L’hôtel Belle-Vue servira à la famille royale jusqu’en 1934. Le duc et la duchesse de Brabant, futur roi Léopold III et reine Astrid y emménagent pour quatre ans en 1926, le prince y gardera ses bureaux jusqu’à son couronnement en 1934. C'est à l'hôtel Belle-Vue qu'est née en 1927 leur fille aînée la princesse Joséphine-Charlotte, future grande-duchesse de Luxembourg.
Au cours des quarante années suivantes, le bâtiment ne sera utilisé qu'occasionnellement. Pour réceptionner les dons aux victimes de la crise économique en 1935, par la Croix-Rouge, lors des inondations de 1953, ou comme logement de transit pour les rapatriés du Congo, lors de son accession à l'indépendance en 1960.
En 1977, le bâtiment devient pour la première fois un musée, il est entièrement transformé pour répondre à cette nouvelle fonction. Les musées royaux d'art et d'histoire y exposent des collections de meubles et de porcelaine du XVIIIe siècle. Le musée de la Dynastie s'installera au deuxième étage en 1992.
Après le départ des MRAH en 1998, les locaux accueillent le mémorial Roi Baudouin.  Un atrium et une grande verrière donnant sur le parc du palais royal sont aménagés.
En 2000, sont réalisés les accès en sous-sol vers les vestiges archéologiques de l’ancien palais du Coudenberg dégagés par des fouilles menées en plusieurs étapes, dont la dernière campagne par la Société royale d’archéologie de Bruxelles en collaboration avec l’université libre de Bruxelles.  Il abrita jusqu'en décembre 2004 le musée de la Dynastie et le mémorial Roi Baudouin.
À l’occasion du 175e anniversaire de l’indépendance, la Fondation Roi Baudouin décide de prendre en charge la transformation de l’endroit en un nouveau musée d’histoire de la Belgique.  Après un réaménagement complet, le musée BELvue ouvre ses portes en juillet 2005.

## Collections
Neuf salles y sont consacrées aux grandes périodes de l'histoire du pays, présentées au travers de documents historiques originaux et de témoignages audiovisuels. Les visiteurs découvrent à travers de nombreux documents choisis, les grandes périodes de l'histoire du pays. Trois niveaux de lecture permettent d'aller du contexte général à l'évocation des faits les plus marquants, en passant par l'étude de quelques points de repère déterminants pour la compréhension de la Belgique d'aujourd'hui, tels que la lutte pour le suffrage universel, les guerres mondiales et la question royale, les golden sixties ou les récentes réformes de l'État.  Reliant ces espaces d'exposition, un parcours continu présente aussi, le règne de chaque roi des Belges à travers une sélection d'œuvres et de portraits caractéristiques de la personnalité des souverains et de l'image de la famille royale auprès de la population.
En 2016, onze ans après son ouverture, le BELvue renouvelle entièrement son exposition permanente. Avec une approche thématique et une scénographie plus moderne et interactive, le musée propose au visiteur des clés pour comprendre la Belgique et notre société.
Sept thèmes de société sont abordés dans les salles : démocratie, prospérité, solidarité, pluralisme, migrations, langues et Europe. Chaque thème est d’abord présenté d’un point de vue actuel, puis développé et expliqué à travers l’histoire de Belgique. Comment la Belgique et les Belges en sont-ils arrivés où ils se trouvent aujourd’hui ? Dans la nouvelle exposition du BELvue, l’histoire n’est pas un but en soi, mais bel et bien un moyen pour expliquer et donner les clés de compréhension et d’interprétation de notre société.
Une galerie de plus de 200 objets vient compléter cette vue d’ensemble de la Belgique d’hier et d’aujourd’hui. Présentées de façon chronologique du XIXe siècle à nos jours, ces pièces incarnent la « mémoire matérielle » de la Belgique. Le visiteur y trouvera des objets du quotidien, des œuvres d’art et de design, des marques bien connues, des découvertes scientifiques, des références aux grands exploits sportifs, ou encore des objets rappelant la richesse de notre culture populaire.
Le musée BELvue a fait appel aux scénographes et historiens expérimentés de Tijdsbeeld & Pièce Montée pour concevoir et réaliser la nouvelle exposition permanente. La nouvelle exposition, présentée en quatre langues, s’adresse à tous, mais plus particulièrement aux jeunes. Le BELvue a travaillé pendant deux ans avec un groupe de jeunes Belges issus des quatre coins de la Belgique. La « Bande du BELvue » a donné son avis sur le concept et fait des propositions d’adaptation qui ont été intégrées dans le concept et la scénographie.
Le musée BELvue est géré par le Fonds BELvue, créé au sein de la Fondation Roi Baudouin.

## Accessibilité
| ___ | Ce site est desservi par les stations de métro : Gare Centrale, Trône et Parc. |